# Livigno
Livigno är en ort och kommun i Italien, i provinsen Sondrio i regionen Lombardiet, nära gränsen till Schweiz. Kommunen hade 6 389 invånare (2018).
Livigno är en turistort, belägen på 1800 meters höjd över havet. Det finns 115 km skidpister och 33 skidliftar. Livigno står utanför EU:s momsunion, tullunionen och punktskatteområdet. Detta innebär att man måste betala både tull och moms för varor som importeras från Livigno till EU.